# Yitzhak Isaac Levy

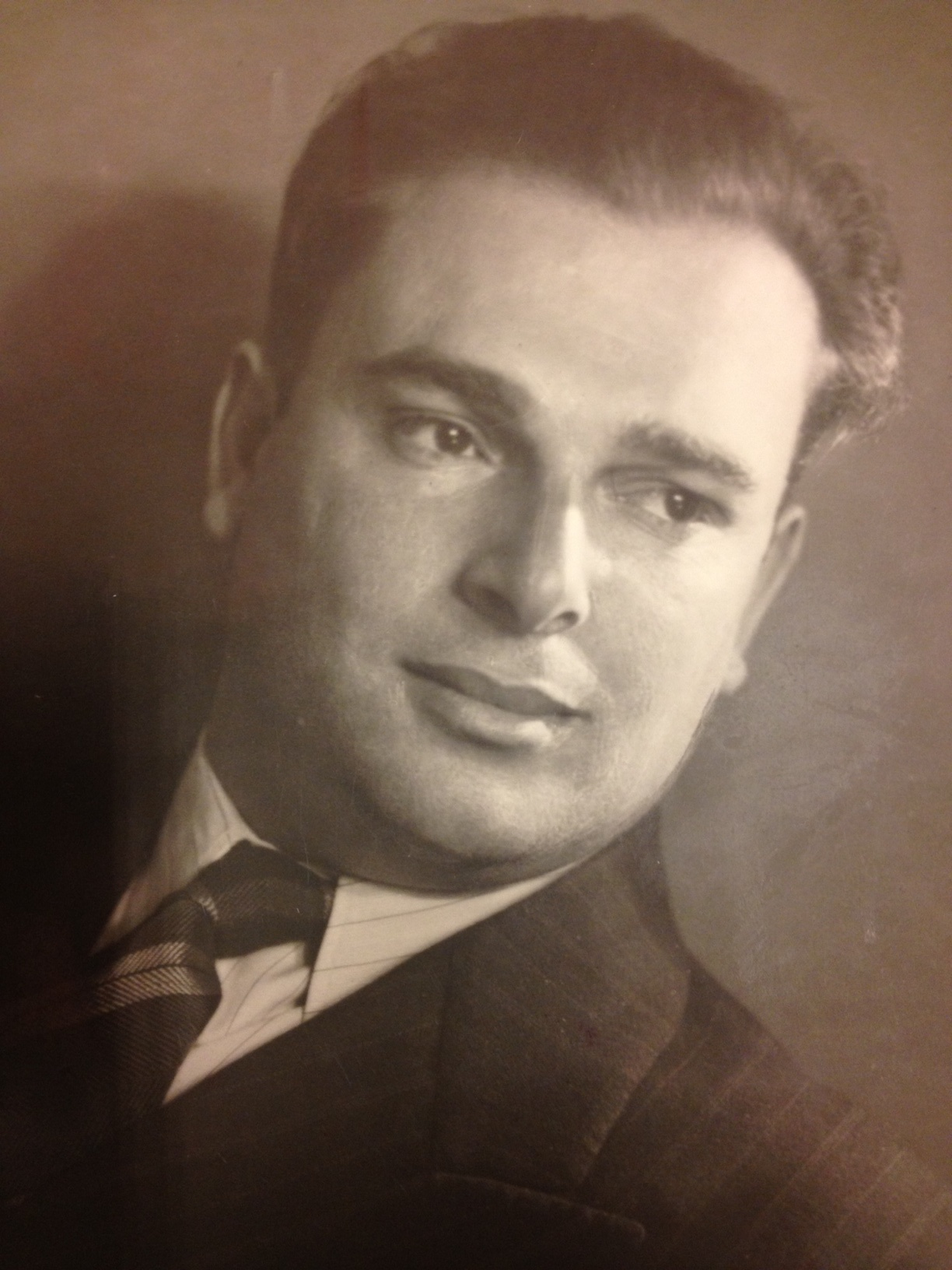
Yitzhak Isaac Levy

Yitzhak Isaac Levy (hebräisch יצחק לוי; geboren 15. Mai 1919 in Manisa (Türkei); gestorben 21. Juli 1977 in Jerusalem) war ein türkisch-israelischer Sänger in Bariton-Stimmlage, Musikwissenschaftler, insbesondere für Sephardische Musik und Komponist. Darüber hinaus war er als Rundfunkdirektor und Autor in musikwissenschaftlichen Themen tätig.

## Leben und Wirken
Isaac Levy wurde in Manisa unweit von Izmir in einer sephardischen Familie geboren und gelangte im Alter von drei Jahren mit seinen Eltern nach Palästina. Palästina stand im Jahre 1922 unter britischem Völkerbundsmandat.
Er studierte in Jerusalem am Jerusalem Conservatory of Music in Jerusalem, der heutigen Jerusalem Academy of Music and Dance (hebräisch האקדמיה למוסיקה ולמחול בירושלים), und in Tel Aviv an der Samuel Rubin Israel Academy of Music einem Konservatorium für Musik. Levy begann früh eigene Werke zu schaffen, so vertonte er Verse aus der Tora und Schriften von Dichtern des Goldenen Zeitalters des spanischen Judentums, so etwa von Jehuda Halevi, Ibn Gabirol, Abraham ibn Esra u. a. Ferner komponierte er Lieder in Hebräisch, darunter auch Kinderlieder.

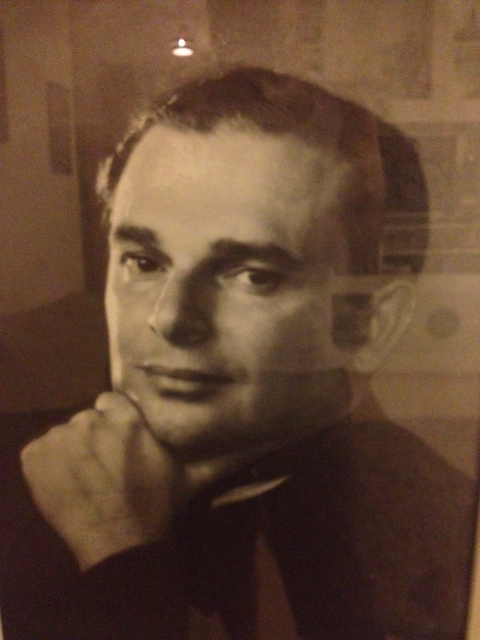
Yitzhak Isaac Levy

Yitzhak Levy stand den Politikern und Aktivisten nahe, die Ladino sprachen, die prominentesten Vertreter waren Yitzhak Navon und Jacob Körner. Navon schrieb zwei Musicals, die auf sephardischer Folklore und der Musiksammlung von Levy beruhten, so Sephardic Romancero (1968) und Bustan Sephardi (1970), beide wurden sehr erfolgreich an der Habimah, dem israelischen Nationaltheater in Tel Aviv, erstaufgeführt.
Durch seinen vielfältigen gesellschaftlichen Einfluss gelang es ihm, für die sephardische Gemeinschaft von Jerusalem im Jahre 1954 im israelischen Radio Kol Israel eine Sendereihe in Ladino zu begründen. Im Jahre 1955 wurde Yitzhak Levy zum Programmdirektor für Sendungen in Ladino, die nunmehr täglich auf Kol Israel gesendet werden, und von 1963 an wurde er Direktor der Musikprogramme der israelischen Gemeinden.
Während dieser Zeit am Radiosender gelang ihm die Finanzierung seines Projektes der Erstellung einer breiten ethnographischen Sammlung von Liedern und Musik, die ebenso liturgische und geistliche Lieder umfasste und die die Diaspora der spanischen jüdischen Gemeinschaft musikalisch nachzeichnete, wie zum Beispiel in den sephardischen Gemeinden in Amsterdam, Izmir, Tanger usw.
Mit Kohava Levy (* 1946) hatte Isaac Levy eine Tochter, die als Sängerin und Komponistin Yasmin Levy seine Tradition und sein Anliegen fortsetzt. Auch Kohava Levy ist eine bekannte Sängerin sephardischer Lieder.

## Werke
- Yitzhak Levy Cante Judeo-Español. Association Vidas Largas, Paris 1980
- Chants judéo-espagnols. vol. I, Londres, World Sephardi Federation, [1959]; vols. II, Jerusalén, el autor, 1970; vol. III, Jerusalén, el autor, 1971; vol. IV, Jerusalén, el autor, 1973. Ver
- Antología de Liturgia Judeo-Española. vols. I-VIII, Jerusalén, el autor-Ministerio de Educación y Cultura, s. a.; vol. IX, id., 1977; vol. X, redactado por Moshé Giora Elimelekh, Jerusalén, Instituto de Estudios del Cante Judeo-Español, 1980[9]